# 亨利 (英國國會選區)
亨利（英語：Henley），英國國會一郡選區，包括英格蘭東南部牛津郡東南部，包括南牛津郡大部，以及查韋爾區的兩個地方選區。始設於1885年。
本區除1906年以外，一直是保守黨的選區。近年的議員，包括夏舜霆和鮑里斯·約翰遜都頗有知名度。在2010年大選中保守黨的約翰·豪威爾以56.2%選票成功連任。